# 于天明
於天明，男，中共黨員，中國人民解放軍少將。

## 生平
曾任職於南京軍區，曾任南京军区联勤部交通运输部部长、南京军区联勤部副部长等职，2011年晋升少将军衔，并于2013年12月前调任安徽省军区司令员。2013年12月任安徽省軍區司令員其後兼任安徽省委常委